# Parafia Najświętszego Serca Pana Jezusa w Sulistrowicach
Parafia Najświętszego Serca Pana Jezusa w Sulistrowicach – znajduje się w dekanacie Sobótka w archidiecezji wrocławskiej. Erygowana w 2002 roku.
Obsługiwana przez księży archidiecezjalnych. Jej proboszczem jest ks. mgr Jakub Bartczak.

## Parafialne księgi metrykalne
| Księgi metrykalne | Okres ewidencji |
| ----------------- | --------------- |
| chrztów           | od 1991         |
| ślubów            | od 1991         |
| zgonów            | od 1991         |